# Рівердейл (Північна Дакота)
Рівердейл (англ. Riverdale) — місто (англ. city) в США, в окрузі Маклейн штату Північна Дакота. Населення — 223 особи (2020).

## Географія
Рівердейл розташований за координатами 47°29′49″ пн. ш. 101°21′56″ зх. д. / 47.49694° пн. ш. 101.36556° зх. д. (47.497078, -101.365426).  За даними Бюро перепису населення США в 2010 році місто мало площу 3,50 км², уся площа — суходіл.

## Демографія
Згідно з переписом 2010 року, у місті мешкало 205 осіб у 103 домогосподарствах у складі 67 родин. Густота населення становила 59 осіб/км².  Було 188 помешкань (54/км²).
Расовий склад населення:
| - 94,6 % — білих - 2,9 % — корінних американців - 2,0 % — азіатів |

До двох чи більше рас належало 0,5 %. Частка іспаномовних становила 0,0 % від усіх жителів.
За віковим діапазоном населення розподілялося таким чином: 9,8 % — особи молодші 18 років, 66,3 % — особи у віці 18—64 років, 23,9 % — особи у віці 65 років та старші. Медіана віку мешканця становила 56,2 року. На 100 осіб жіночої статі у місті припадало 103,0 чоловіків;  на 100 жінок у віці від 18 років та старших — 105,6 чоловіків також старших 18 років.
Середній дохід на одне домашнє господарство  становив 70 476 доларів США (медіана — 49 375), а середній дохід на одну сім'ю — 82 932 долари (медіана — 61 875). За межею бідності перебувало 2,8 % осіб, у тому числі 0,0 % дітей у віці до 18 років та 7,3 % осіб у віці 65 років та старших.
Цивільне працевлаштоване населення становило 99 осіб. Основні галузі зайнятості: освіта, охорона здоров'я та соціальна допомога — 16,2 %, публічна адміністрація — 14,1 %, виробництво — 14,1 %.